# Cooper Hefner
Cooper Hefner (Los Ángeles, California; 4 de septiembre de 1991) es un empresario y escritor estadounidense. Ha sido el director creativo de Playboy Enterprises, fundado por su padre Hugh Hefner, desde julio de 2016. Hefner también fue fundador y director ejecutivo inicial de la nueva empresa, Hop.

## Primeros años
Hefner nació el 4 de septiembre de 1991 en Los Ángeles, California, hijo de Hugh Hefner (1926-2017) y Kimberley Conrad. Creció en una mansión adyacente a la Mansión Playboy, que fue comprada por su padre después de que sus padres se separaron. Hefner asistió a la Escuela del Valle de Ojai antes de obtener una licenciatura de la Universidad de Chapman.

## Carrera
Comenzó a trabajar para Playboy Enterprises cuando estaba en la universidad. A principios de 2016, Hefner, quien era observador de la junta en ese momento, dejó la compañía debido a los desacuerdos con el entonces CEO Scott Flanders sobre la dirección que tomaba la compañía. Cooper comenzó a editar, escribir y publicar artículos de opinión, centrados en la política, la cultura y la filosofía.
Hefner lanzó la empresa emergente de medios Hop (Hefner Operations & Productions) enfocada en contenido y eventos sociales para los millennials en 2016. Fue nombrado director creativo de Playboy Enterprises en julio de 2016 cuando Hugh Hefner renunció. En febrero de 2017, anunció que las imágenes de desnudos volverían a la revista, indicando que el problema había sido la presentación de imágenes de desnudos en lugar de la desnudez misma. Hefner también supervisó la decisión de presentar al primer compañero de juegos transgénero de Playboy en la página central para su edición de noviembre. A pesar de la decisión de Hefner para el regreso de la desnudez, según la Alianza para los Medios Auditadospara el período de 6 meses que finaliza el 31 de diciembre de 2017, la circulación mensual de la revista Playboy ahora se ha reducido a 321.315.
Como se indica en Forbes, las ganancias de Playboy aumentaron en más del 39% año tras año desde el regreso de Hefner a la compañía, donde trabajó para desarrollar asociaciones estratégicas y lucrativas para limitar los gastos en la compañía. El 1 de enero de 2018, el Wall Street Journal informó que el accionista controlador de Playboy Enterprises, Inc. la firma de capital privado Rizvi Traverse, está considerando finalizar la edición impresa de la revista Playboy en los Estados Unidos y citó a Ben Kohn, socio gerente de Rizvi. Como se afirma, la revista ha perdido hasta $ 7 millones anuales en los últimos años. Hefner ha sido reconocido en The Folio: 100 personas a reconocer en 2017 por sus contribuciones a la industria de los medios de la revista, así como para aparecer en la lista Forbes 30 Under 30 para 2018.

## Vida personal
En 2015, Hefner se comprometió con la actriz británica Scarlett Byrne. Se casaron en 2019. El 24 de agosto de 2020, nació su primera hija con la actriz, Betsy Rose Hefner. En noviembre de 2021 la pareja anunció que estaban esperando gemelas. Sus hijas, Marigold Adele Hefner y Blossom Pearl Hefner, nacieron el 26 de marzo de 2022.
Es miembro de la Reserva Militar del Estado de California. Hefner ha sido reconocido por su activismo y su trabajo con la comunidad LGBTIQ +. En 2018, recibió el premio LGBT británico.

## Lectura Adicional
- The Playboy Philosophy: Conservation & Environmentalism
- Manhood: Playboy's Cooper Hefner Delves into What It Means to Be a Man Today